# Fort Wayne Mad Ants 2012-2013
La stagione 2012-13 dei Fort Wayne Mad Ants fu la 6ª nella NBA D-League per la franchigia.
I Fort Wayne Mad Ants arrivarono secondi nella East Division con un record di 27-23. Nei play-off persero i quarti di finale con i Santa Cruz Warriors (2-0).

## Roster
| N° | Naz.                       | Ruolo | Sportivo           | Anno | Alt. | Peso |
| -- | -------------------------- | ----- | ------------------ | ---- | ---- | ---- |
| 9  | Stati Uniti (bandiera)     | G     | Anthony Harris     | 1985 | 188  | 86   |
| 10 | Stati Uniti (bandiera)     | A     | Bryant Austin      | 1987 | 198  | 98   |
| 10 | Stati Uniti (bandiera)     | G     | Dairese Gary       | 1988 | 185  | 93   |
| 11 | Stati Uniti (bandiera)     | G     | Walker Russell     | 1982 | 183  | 77   |
| 15 | Stati Uniti (bandiera)     | A     | JaJuan Johnson     | 1989 | 208  | 100  |
| 15 | Stati Uniti (bandiera)     | A     | Anthony Richardson | 1983 | 201  | 93   |
| 17 | Rep. Dominicana (bandiera) | GA    | Sadiel Rojas       | 1989 | 193  | 86   |
| 18 | Stati Uniti (bandiera)     | A     | Tony Mitchell      | 1989 | 198  | 98   |
| 19 | Stati Uniti (bandiera)     | A     | Ron Howard         | 1982 | 196  | 91   |
| 21 | Stati Uniti (bandiera)     | G     | Doron Lamb         | 1991 | 193  | 95   |
| 21 | Stati Uniti (bandiera)     | A     | Khris Middleton    | 1991 | 201  | 98   |
| 21 | Stati Uniti (bandiera)     | A     | Terrance Thomas    | 1980 | 198  | 104  |
| 21 | Stati Uniti (bandiera)     | C     | Bernard Toombs     | 1987 | 208  | 104  |
| 22 | Stati Uniti (bandiera)     | G     | Kim English        | 1988 | 198  | 81   |
| 22 | Stati Uniti (bandiera)     | A     | Luke Harangody     | 1988 | 203  | 109  |
| 22 | Stati Uniti (bandiera)     | G     | Orlando Johnson    | 1989 | 196  | 100  |
| 23 | Stati Uniti (bandiera)     | A     | Mike Anderson      | 1986 | 203  | 93   |
| 23 | Stati Uniti (bandiera)     | A     | Tommy Smith        | 1980 | 208  | 98   |
| 24 | Stati Uniti (bandiera)     | G     | Demetri McCamey    | 1989 | 191  | 91   |
| 24 | Stati Uniti (bandiera)     | G     | Darryl Partin      | 1987 | 196  | 86   |
| 32 | Stati Uniti (bandiera)     | A     | Chris Porter       | 1978 | 201  | 97   |
| 33 | Stati Uniti (bandiera)     | A     | Brandon Wallace    | 1985 | 203  | 102  |
| 33 | Stati Uniti (bandiera)     | A     | Jason Warren       | 1984 | 201  | 88   |
| 34 | Stati Uniti (bandiera)     | A     | Miles Plumlee      | 1988 | 208  | 111  |
| 34 | Stati Uniti (bandiera)     | C     | Sean Sonderleiter  | 1980 | 211  | 111  |

## Staff tecnico
- Allenatore: Duane Ticknor
- Vice-allenatore: Steve Gansey
- Preparatore atletico: Zac Thiele